# 682
682(육백팔십이)는 681보다 크고 683보다 작은 자연수다.

## 수학
- 합성수로, 그 약수는 1, 2, 11, 22, 31, 62, 341, 682이다. 진약수의 합은 470이므로, 682는 부족수다.
- 91번째 쐐기수다. 앞의 쐐기수는 678, 다음 쐐기수는 705다.
- {\displaystyle 682=47+53+59+61+67+71+73+79+83+89}
  - 연속하는 소수(素數) 10개의 합으로 나타낼 수 있으며, 이 성질을 지닌 앞의 수는 636, 다음 수는 732이다.
- {\displaystyle 67^{3}-1}은 682로 나누어떨어진다.

## 과학
- NGC 682(영어판): 고래자리 방향에 있는 렌즈형은하.
- VFTS 682: 대마젤란 성운에 있는 볼프-레이에별.
- 글리제 682: 전갈자리 방향에 있는 적색왜성.
- 682 하가어(영어판): 소행성.

## 교통
- 682번 홋카이도도(일본어판)

## 군사
- 682 항공 지원 작전 비행대(영어판): 미국 노스캐롤라이나주의 항공부대.
- 베레타 682(영어판): 베레타의 산탄총.
- U-682(영어판): 제2차 세계 대전에 사용된 나치 독일의 군용 잠수함.

## 문화유산
- 대한민국의 보물 제682호: 군위 지보사 삼층석탑

## 기타
- 연도: 682년, 기원전 682년